# فيديو
المَرئي (تَّسْجِيِل مَرْئِي) أو الفِيدْيُو (الياء تكتب ولا تنطق) تنطق: فِدْيُو (باللاتينية: video) تقانة ترتيب الإشارات الإلكترونية لتشكيل صور متحركة. الفيديو وسيلة إلكترونية لتسجيل ونسخ، والتشغيل، والبث، وعرض لنقل الوسائط البصرية والسمعية.
وقد تم تطوير تكنولوجيا الفيديو لأول مرة من خلال أنابيب أشعه الكاثود (CRT) نظم التلفزيون، وتم اختراع العديد من التقنيات لتكنولوجية الجديدة لعرض الفيديو منذ ذلك الحين. قاد تشارلز جينسبورغ أمبيكس فريق البحث وتطوير في اختراع أول مسجل وقارئ لأشرطة الفيديو عملي مسجل. في عام 1951 أول مسجل فيديو التقط صور حية من كاميرات التلفزيون عن طريق تحويل نبضات الكاميرا الكهربائية وحفظ المعلومات على شريط فيديو مغناطيسية. وتم بيع مسجلات الفيديو بمبلغ 000 50 دولار في عام 1956.
بلغت تكلفة أشرطة الفيديو 300 دولار لكل بكرة مدتها ساعة واحدة. ومع ذلك، انخفضت الأسعار تدريجياً على مر السنين. في عام 1971، بدأت شركة سوني بيع أشرطة الفيديو «المسجل» والأشرطة للجمهور. بعد اختراع دي في دي في عام 1997 وأقراص بلو راي في عام 2006، انخفضت مبيعات أجهزة الفيديو.
وأتاح التقدم اللاحق في تكنولوجيا الحاسوب لأجهزة الكمبيوتر التقاط مقاطع الفيديو وتخزينها وتحريرها ونقلها.
يمكن أن يكون تقديم الفيديو وعرضه على شاشة بشكل متشابك أو تدريجي، ثم تم اختراع التداخل أو التشابك كوسيلة لتقليل الوميض في العرض المبكر للفيديو الميكانيكي دون زيادة عدد الإطارات الكاملة في الثانية، التي من شأنها أن تضحي في تفاصيل الصورة للبقاء ضمن حدود نطاق ترددي.
تشير نسبة الارتفاع إلى نسب الطول والعرض للصورة. فإنه يحدد شكلها العام، وعادة ما يتم تقديمها كما تمثل (W هو العرض و h هو الارتفاع). نسبه الجانب الأكثر شيوعاً اليوم هو 16:9، وهو ما يعني أنه إذا تم تقسيم العرض إلى 16 جزء متساوي، فإن ارتفاع التلفزيون أو الصورة يجب أن يكون 9 أجزاء.
البكسل على شاشات الكمبيوتر تكون عادةً مربعة، ولكن البكسل المستخدم في الفيديو الرقمي غالباً ما تكون النسبة غير تربيعية الجانب، مثل تلك المستخدمة في PAL و NTSC المتغيرات من 601 الرقمية القياسية الفيديو.

## نسب الأبعاد
هو مصطلح يمثل عرض الصورة (أو شاشة) وارتفاعها. ويتم التعبير عن النسب في الشكل «عرض x الارتفاع».
على سبيل المثال: نسبه 4 × 3 تعني أن الصورة هي أربع وحدات واسعه بمقدار 3 وحدات عالية. وبدلاً من ذلك يمكن استخدام رمز آخر (مثلاً 4:3 أو 16:9) أو نسبه إلى الرقم 1 (مثلاً 1.33:1 أو 1.78:1).
لاحظ أن الحجم الفعلي للصورة غير ذي صلة تشير نسبه الارتفاع إلى العلاقة بين العرض والارتفاع فقط.
وترد أدناه نسب الجوانب الثلاثة الأكثر شيوعاً. هناك العديد من الاختلافات بالإضافة إلى هذه ولكن معظم منتجين الفيديو والأفلام يستخدمون واحدة من هذه الأشكال.
هذا هو شكل التلفزيون القياسي المستخدم في النصف الثاني من القرن 20. يشار إليها أحياناً ب 12 × 9.

وقد اكتسب هذا الشكل قبولاً ويعد المعيار الجديد للتلفزيون واسع الانتشار، DVD والفيديو عالية الوضوح.

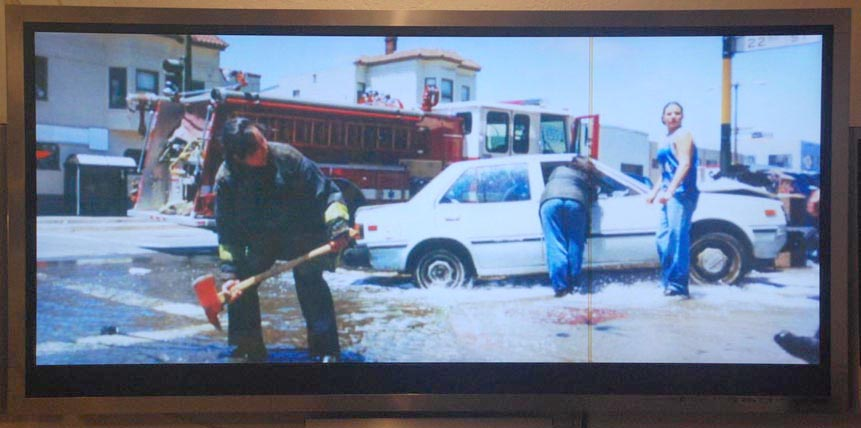

شكل شاشة واسعة جداً تستخدم للأفلام المسرحية.

## جودة الفيديو
ويمكن قياس جودة الفيديو باستخدام مقاييس رسمية مثل video quality experienced.
PSNR: مصطلح أكثر شيوعاً يستخدم لإعادة إعمار ضغط الصورة.
يتم تقييم جوده الفيديو لنظام معالجة الفيديو علي النحو التالي:
1. اختيار سلسلة من الفيديو لاستخدامها للاختبار.
2. اختيار إعدادات النظام لتقييم.
3. اختيار طريقة تقييم لكيفية تقديم الفيديو للخبراء المختصين وجمع التقيمات الخاصة بهم.
4. دعوة عدد كافي من الخبراء.
5. تنفيذ الاختيار.
6. حساب العلامات التي أخذتها الفيديو من كل مجلس.

تقنيات ضغط الفيديو تتعلق بتقليل وإزالة بيانات الفيديو الزائدة عند الحاجة بحيث يمكن إرسال ملف فيديو رقمي بشكل فعال عبر الشبكة وتخزينها على أقراص ليزرية مع تقنية الضغظ الفعالة هذه يمكن تقليل من حجم الملف الهائل ليصبح أصغر لكن من دون خسارة جزء كبير من البيانات وأيضاً دون التأثير على البيانات.
وهي ذات صلة خاصة بضغط الفيديو لأن الفيديو يمكن أن يستخدم لأغراض مختلفة، وفي بعض تطبيقات المراقبة بالفيديو، يجب أن يكون قابلاً للعرض لعدة سنوات من تاريخ التسجيل. من خلال نشر المعايير، يمكن للمستخدمين النهائيين الاختيار من مختلف البائعين، بدلاً من أن تكون مرتبطة مورد واحد عند تصميم نظام المراقبة بالفيديو.

## صيغ الفيديو
طبقات مختلفة من نقل الفيديو والتخزين. توفر كل مجموعة كل خاص بهم ويتم الاختيار فيما بينها. وللإرسال هنالك موصل مادي أي محسوس وبرتوكول إشارة («معيار اتصال الفيديو») يقوم بإعطاء الرابط الفيزيائي الذي يحمل معاير العرض بشكل محدد بمعدل تحديث معين ودقة عرض ومساحة لون معينة.
الكثير من صيغ الفيديو الرقمية والتناظرية يمكن تسجيلها وحيث يمكن تخزينها كملفات التي لديها صيغ وأشكال خاصة.
الفيديو التناظري:
الفيديو التناظري هو عبارة عن إشارة الفيديو المنقولة بواسطة إشارة تناظرية. تحتوي إشارة الفيديو على ألوان منقولة هذه الألوان عبارة الإشارة التناظرية وتتضمن هذه الالوان على الإنارة والسطوع (Y) وهذه ألالوان تلون صورة التلفزيون.
يتم استخدام الفيدبو التناظري في الإنتاج التلفزيوني. 

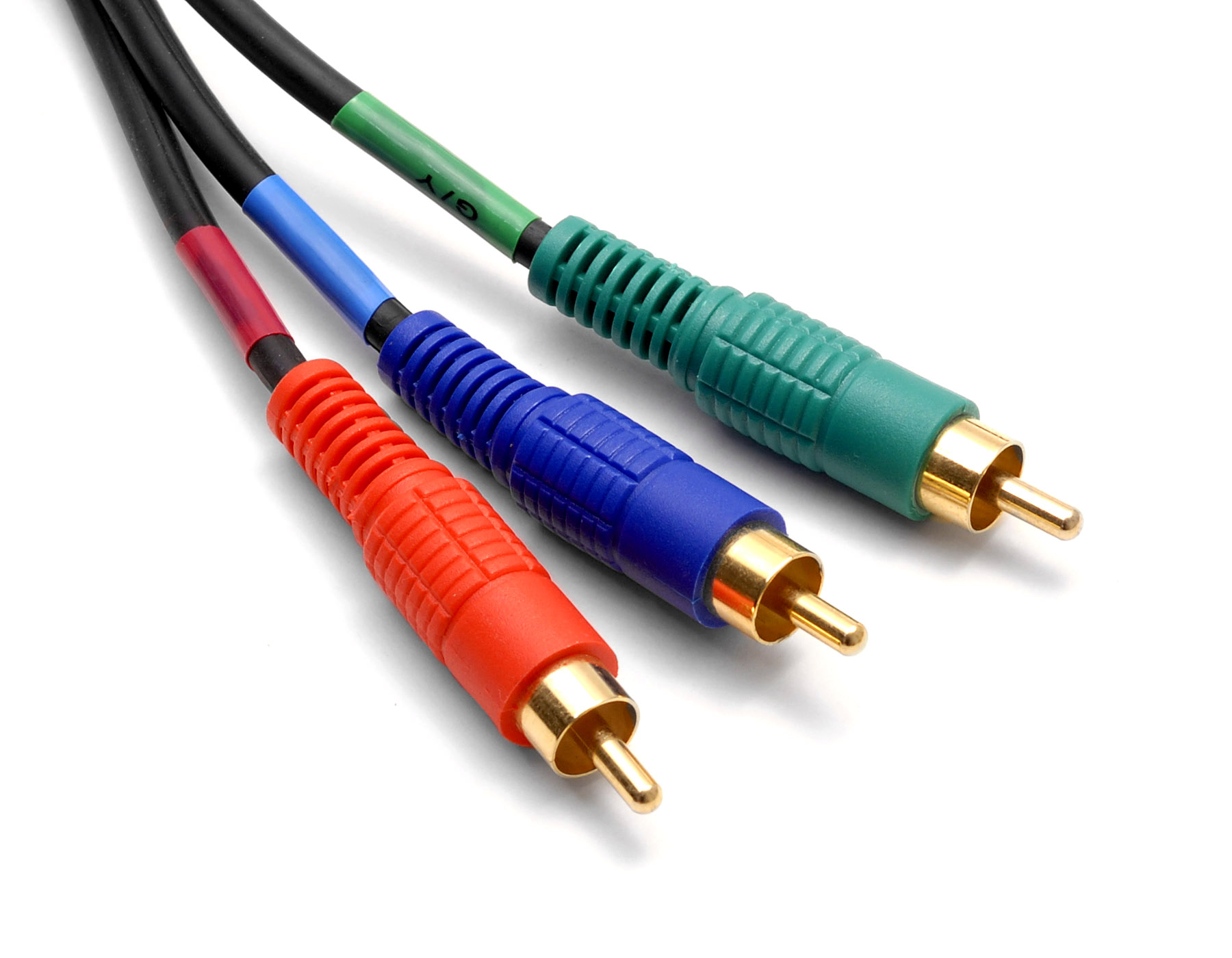
3-channel RGB

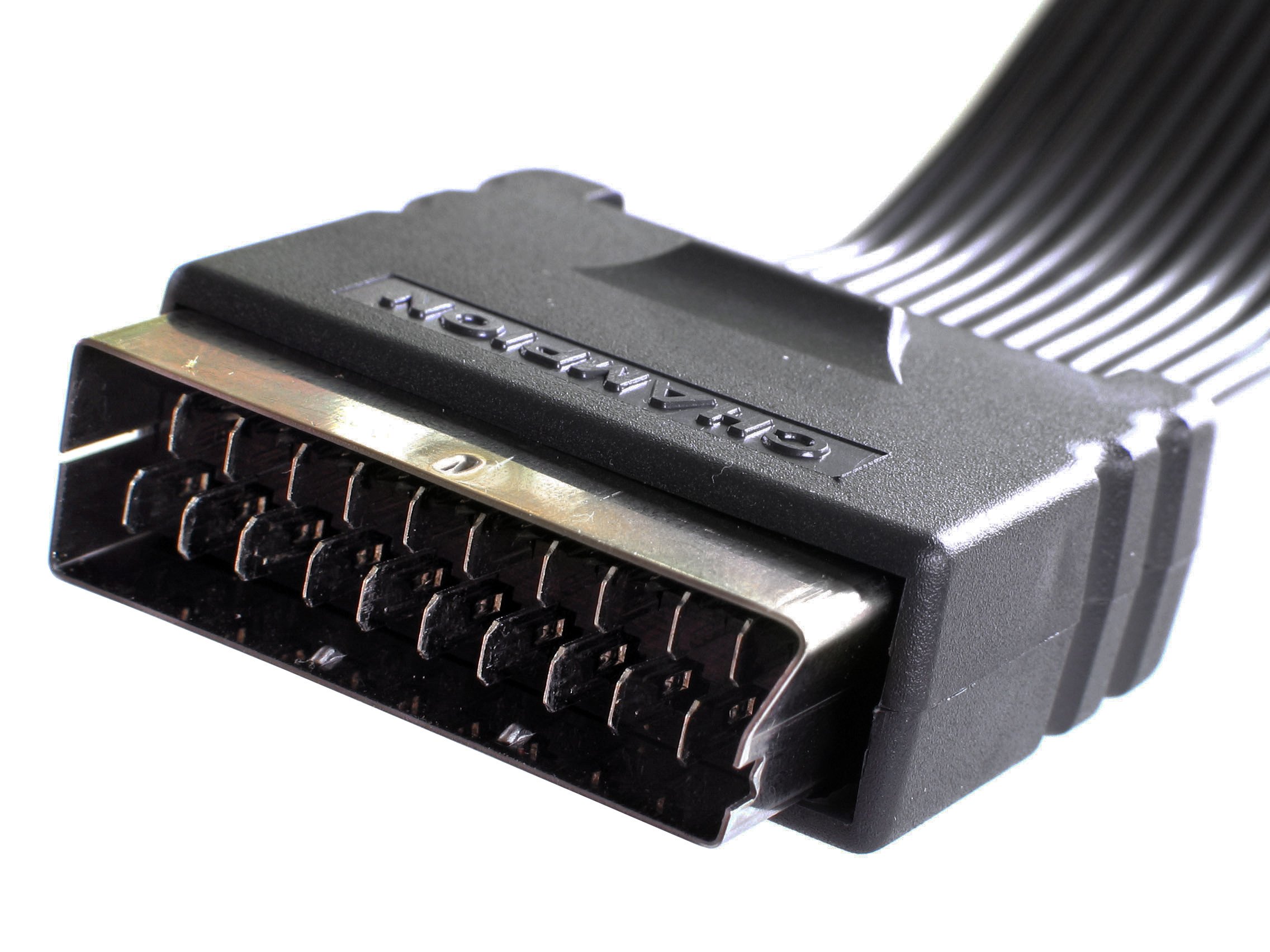
SCART

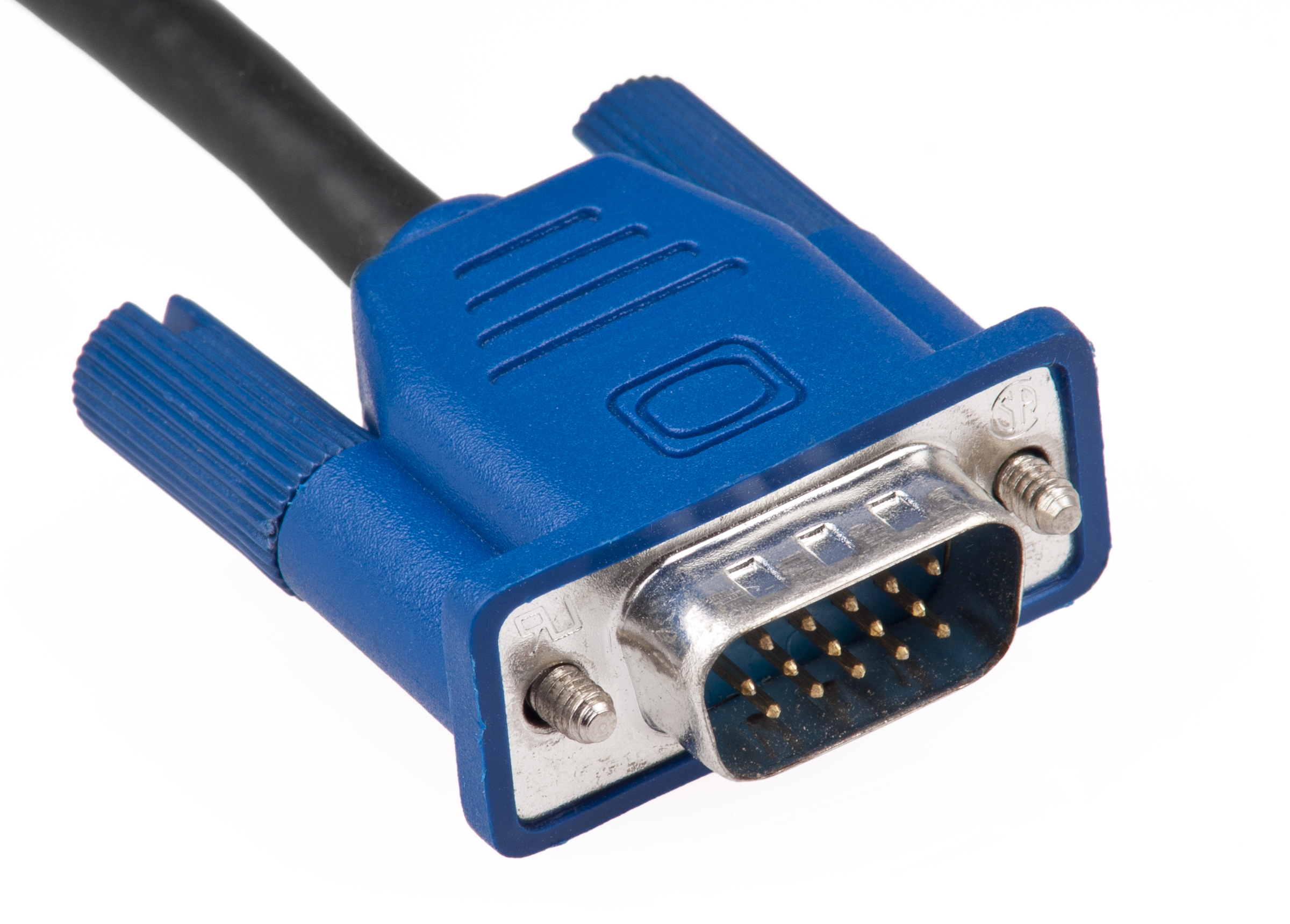
VGA

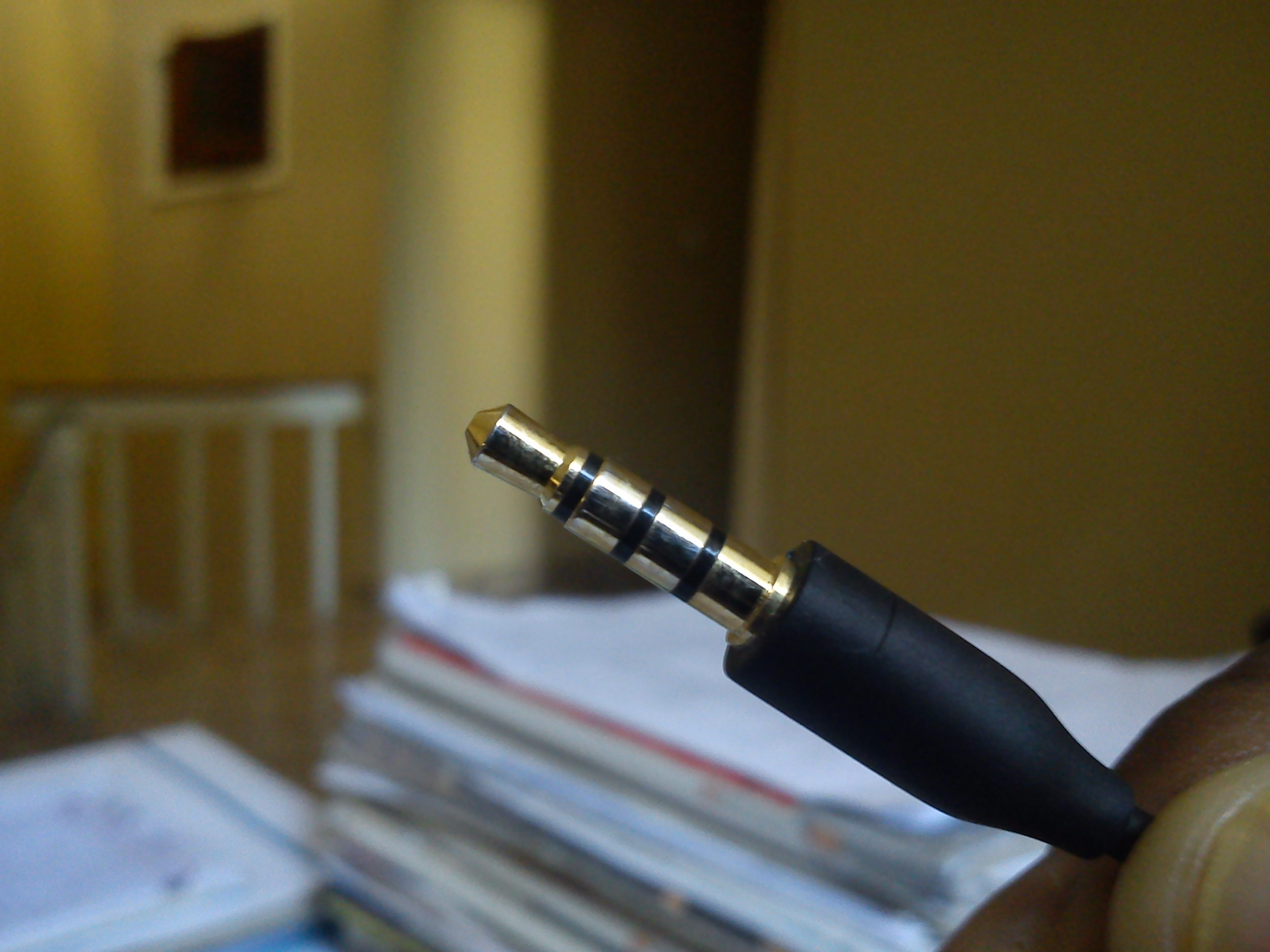
3.5mm

## الفيديو الرقمي
تم الاعتماد على إشارة الفيديو الرقمية ذات الجودة العالية، بما في ذلك الواجهة الرقمية التسلسلية (SDI)، الواجهة البصرية الرقمية (DVI)، وواجهة الوسائط المتعددة عالية الوضوح (HDMI) وواجهة المنفذ المرئي في نقل إلاشارة الرقمية وإلابقاء على جودتها.

## عبر الإنترنت
في شبكة الإنترنت أصبح من أهم اهداف شركات تطوير البرامج تقليص حجم الفيديو(المرئي) بدون تقليص النوعية ومن أجود وأصغر أحجام الفيديو (مرئي) هو divx وهي نوع من أنواع الفيديو (المرئي) التي تقلص من حجم الفيديو (المرئي) والمحافظة على جودة الصورة والصوت مما ساعد على ظهور مواقع تقدم خدمة مشاهدة مقاطع فيديو (مرئي) مباشرة كموقع يوتيوب الذي يستخدم تقنية fla لعرض الفيديو (مرئي).
ويوجد ثلاثة أنواع للفيديو عبر الإنترنت وهي:
- البث الحي الحقيقي Streaming.
- التنزيل ثم التشغيل Download.
- التنزيل تدريجياً[الإنجليزية].